# Bodilopsis aquila
Bodilopsis aquila är en skalbaggsart som beskrevs av Schmidt 1916. Bodilopsis aquila ingår i släktet Bodilopsis och familjen Aphodiidae. Inga underarter finns listade.